# Újbodrog

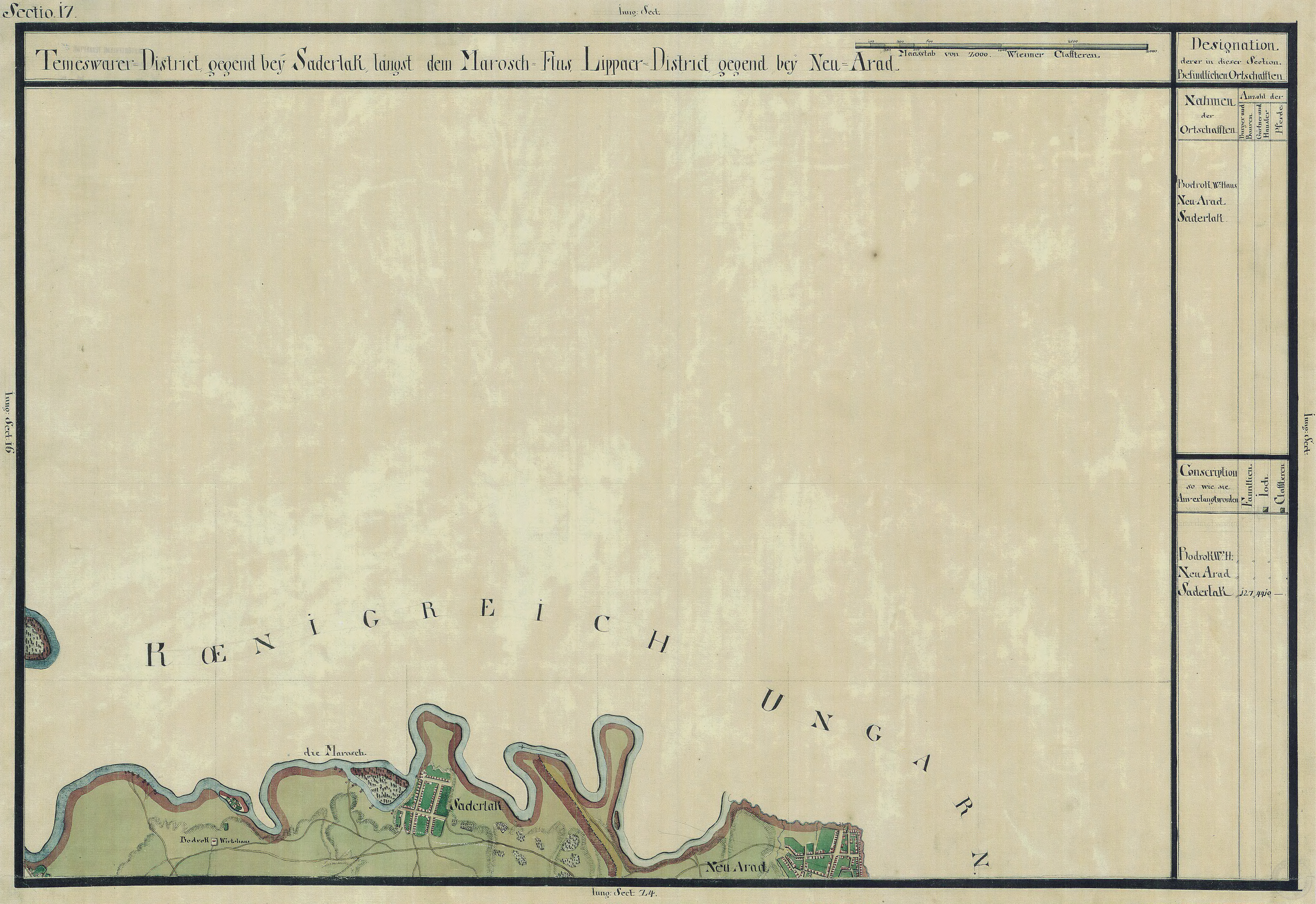
Újbodrog, Bodrog az 1700-as évekből való térképen

Újbodrog (románul: Bodrogu Nou) település Romániában, a Partiumban, Arad megyében.

## Fekvése
A Maros bal partján, Aradtól délnyugatra, Fönlak és Zádorlak közt fekvő település.

## Története
Újbodrog, Bodrog a középkorban Arad vármegyéhez tartozott.
Nevét 1422-ben Bodruch néven említette először oklevél, 1492-ben pedig már Bodrogh alakban fordul elő az oklevelekben. 1561-ig a Bessenyei család birtoka volt. Bodrog a török hódoltság alatt elpusztult és csak a 19. század elején települt be újból. 1838-ban csak 4 egész jobbágytelke és mindössze 166 lakosa volt. 1848-ig a hodosbodrogi görögkeleti monostor volt a földesura és még a 20. század elején is a helység legnagyobb birtokosa volt.
1910-ben 259 lakosából 246 román, 7 magyar, 4 német volt. Ebből 248 görögkeleti ortodox, 7 református, 4 római katolikus volt.
A trianoni békeszerződés előtt Temes vármegye Újaradi járásához tartozott.

## Nevezetességek
- A falutól 1,5 kilométerre található a hodosbodrogi ortodox kolostor. A 15. század elején épült templomát 1766-ban újították fel, a harangláb 16. századi. A romániai műemlékek jegyzékében az AR-II-a-A-00590 sorszámon szerepel.[2]